# Catherine Le Forestier
Pour les articles homonymes, voir Forestier (homonymie) et Gaël Leforestier.
 (juin 2019).
Si vous disposez d'ouvrages ou d'articles de référence ou si vous connaissez des sites web de qualité traitant du thème abordé ici, merci de compléter l'article en donnant les références utiles à sa vérifiabilité et en les liant à la section « Notes et références ».
Catherine Le Forestier est une chanteuse et violoniste française, née le 9 mai 1946. Elle est la sœur aînée de Maxime Le Forestier.

## Biographie
Née d'un père britannique d’origine normande et d'une mère française et musicienne, Catherine Le Forestier commence à chanter en 1965, en duo avec son frère cadet Maxime qui l'accompagne à la guitare. Ils enregistrent entre autres La Petite Fugue en 1969, dont la musique est inspirée par un morceau de Jean-Sébastien Bach (Prélude et fugue n° 11 en fa majeur, BWV 856)[réf. nécessaire]. Elle fait la rencontre de Georges Moustaki, dont le tandem Cat & Maxim interprète plusieurs titres.
Tandis que son frère est sous les drapeaux, en 1969, elle sort son premier album solo, L'Amour avec lui. Dans la même veine de libération sexuelle qu'avaient déclenchée les événements de mai 1968, elle compose et chante Au pays de ton corps, chanson avec laquelle elle remporte le Grand prix du festival de Spa en Belgique et obtient un grand succès.
Elle accompagne Maxime dans un grand voyage qui les amène à partager la vie d'une communauté à San Francisco. Cet épisode inspirera à Maxime son premier grand succès San Francisco.
En 1971, elle part 7 jours au Maroc et y reste 7 ans, elle prend le nom d'Aziza et refuse qu'on l'appelle Le Forestier.
Elle finira par revenir pour retrouver le chemin du succès.
Malgré un très bon accueil de son talent par le public, Catherine a choisi de mettre sa carrière au second plan.
En 2009, on la redécouvre dans la mise en chansons de textes d'Aimé Césaire[réf. nécessaire].
Catherine Le Forestier se retire du monde du spectacle en 2013.

## Discographie

### Duo Cat & Maxim (avec Maxime le Forestier)
- 1966 : 45 tours : Emmène-moi ; La pendule / Dis-moi où mènent les pas (G. Moustaki) ; Le facteur (G. Moustaki) - 1966 - Réf Barclay 71045
- 1967 : 45 tours : La Ballade de nulle part (G. Moustaki) ; La locomotive / La machine à sous ; Mon ami - 1967 - Réf Barclay 71188

### Solo
- 1969 : L'Amour avec lui
- 1971 : Le Pays de ton corps
- 1975 : Babel
- 1980 : Music of Aziza
- 1981 : S.O.S.
- 1996 : Itinéraires 1969-1981 (compilation)
- 1998 : Catherine Le Forestier chante Rimbaud

### Participations
- 1970 : Georges Moustaki, Bobino 70
- 1980 : Graeme Allwright et Maxime Le Forestier au Palais des Sports

## Théâtre
- 1970 : Oh ! America ! d'Antoine Bourseiller, mise en scène de l'auteur, Théâtre du Gymnase
- 2011 : tournée en Midi-Pyrénées sur le spectacle EIA pour Aimé Césaire, par la compagnie Les 39 Marches
- 2012 : tournée en Midi-Pyrénées sur le spectacle EIA pour Aimé Césaire, par la compagnie Les 39 marches, La Cave poésie et Le Caméléon à Toulouse, Les Greniers du Roy à Villemur-sur-Tarn, sous le chapiteau de l'Agit à Saint Girons, à La Bastide-de-Sérou en Ariège